# Kloosterzande
Kloosterzande est un village appartenant à la commune néerlandaise de Hulst, situé dans la province de la Zélande, en Flandre zélandaise. En 2009, le village comptait 3 304 habitants.
Jusqu'au 1er janvier 2003, Kloosterzande était le chef-lieu de la commune de Hontenisse.